# Raven Stewart
Raven Rosemary Stewart ist eine kanadische Kinderdarstellerin.

## Leben
Raven Stewart hatte ihr Schauspieldebüt im Jahr 2013 in einer Folge der kanadischen Fernsehserie Cracked. Zudem spielte sie 2015 im kanadischen Fernsehfilm Merry Matrimony und übernahm die Rolle der jungen Molly Solverson in der zweiten Staffel der in Kanada gedrehten US-amerikanischen Krimiserie Fargo. Im Jahr 2016 hatte sie eine Gastrolle in einer Episode der Syfy-Fernsehserie The Expanse als Hinekiri Brown. Im Filmdrama Mobile Homes spielt sie die Rolle der Cassie. Der Film feiert seine Weltpremiere während der Filmfestspiele von Cannes im Mai 2017.

## Filmografie
- 2013: Cracked (Fernsehserie, Episode 2x06)
- 2015: Die perfekte Weihnachtshochzeit (Merry Matrimony, Fernsehfilm)
- 2015: Fargo (Fernsehserie, 7 Episoden)
- 2016: The Expanse (Fernsehserie, Episode 1x05)
- 2016: Journey Back to Christmas (Fernsehfilm)
- 2017: Away Home
- 2017: Mobile Homes
- 2017: A Very Country Christmas (Fernsehfilm)
- 2017: Geteilte Weihnacht (Christmas Getaway, Fernsehfilm)
- 2019: A Very Country Wedding
- 2020: A Very Country Christmas: Homecoming (Fernsehfilm)